# Consett
Consett – miasto w północno-wschodniej Anglii, w hrabstwie Durham, położone na wschodnim brzegu rzeki Derwent, 27 000 mieszkańców. 
W latach 80. XX wieku zlikwidowano wiele zakładów przemysłu stalowego powodując likwidację około 3700 miejsc pracy. Obecnie w mieście funkcjonuje głównie mały i średni przemysł.
W XIX wieku w mieście osiedliła się duża grupa Irlandczyków, w związku z czym w mieście mieszka wielu katolików. 
W Consett urodził się aktor i komik, Rowan Atkinson.